# Alberto Dou Mas de Xaxàs
Alberto Dou Mas de Xaxàs (Olot, 21 de diciembre de 1915 - San Cugat del Vallés, 10 de abril de 2009) fue un matemático español. De familia noble, formó parte de la Compañía de Jesús.

## Biografía científica
Alberto Dou Mas de Xaxàs fue académico supernumerario de la Real Academia de Ciencias Exactas, Físicas y Naturales y académico correspondiente de la Real Academia de Ciencias y Artes de Barcelona, y autor de numerosos estudios y obras sobre la matemática y la física; colaborador de numerosas revistas especializadas (miembro del consejo asesor de Theoria), así como de numerosos manuales de estudio de ambas ciencias.
Entró a formar parte de la Real Academia Española de Ciencias el 6 de junio de 1963, y pasó a supernumerario el 25 de febrero de 2004. Su discurso de recepción fue "Relaciones entre las ecuaciones en derivadas parciales y la Física", por el que obtuvo la Medalla 20 de la citada Academia. Fue padrino del académico Exmo. Sr. D. Jesús Ildefonso Díaz, contestando a su discurso de ingreso con una disertación que fue enormemente elogiada.
Fue profesor de la Universidad de Deusto, y más tarde Rector entre 1974 y 1977, mandato durante el cual se hicieron oficiales algunos centros universitarios, entre los que destaca la Escuela Superior de Ingeniería Informática. 
Fue asimismo Rector del Instituto Católico de Artes e Industrias (ICAI) de la Universidad Pontificia Comillas de Madrid entre 1978 y 1981. Fue el gran impulsor del actual prestigio de ICAI, así como del ICADE, al introducir gran cantidad de conocimientos matemáticos en los planes de estudio de las carreras económicas.
Doctor en Ciencias Exactas, Doctor Ingeniero de Caminos, Canales y Puertos (con los correspondientes premios extraordinarios en la obtención de ambos doctorados). Fue profesor de la Escuela Técnica Superior del Cuerpo, así como catedrático de Análisis Matemático en la Facultad de Ciencias de la Universidad Central de Madrid (hoy, Universidad Complutense de Madrid).
Fue, además, licenciado en Filosofía y Letras y en Teología. Pasó largas temporadas de enseñanza e investigación en Hamburgo (Matethematisches Seminär), en Nueva York (Courant Institute) y otras Universidades del mundo, y ha colaborado con numerosos organismos internacionales. Cabe hacer mención a su colaboración en los cálculos del Programa Apolo de la NASA.
Fue Presidente de la Real Sociedad Matemática Española entre 1960 y 1963, y miembro de numerosas sociedades culturales, científicas y técnicas. Recibió condecoraciones militares y civiles, entre las que cabe destacar la Gran Cruz de la Orden de Alfonso X el Sabio al Mérito Docente.
Es importante su participación en la identificación del 7Q5, en la que hizo una relevante aplicación del caso a la informática.

## Obra
Esta es una parte de la obra total del matemático español.
- Fundamentos de Matemáticas.
- Fundamentos de Física.
- The Mathematics Genealogy project.
- Las teorías del movimiento de proyectiles y paralelas de Aristóteles a Einstein.
- La verdad en la Matemática axiomática.
- La mutua influencia entre Matemática y Física. (colaborador).
- Los Cuadritejidos planos.
- The corollarium II to the proposition XXIII of Saccheri's Euclides.
- Las Matemáticas en la España de los Austrias.
- Método de máximos y mínimos.
- Los primeros testimonios del Nuevo Testamento. (colaborador).
- Rang der ebenen 4-Gwebe.
- Upper Estimate of Potential Elastic Energy of a Cylinder.
- Logical and Historical Remarks on Saccheri's Geometry.
- Las derivadas segundas del potencial del volumen.
- De la verdad a la validez en Geometría (1733-1871).

| Predecesor: Julio Rey Pastor | Real Academia de Ciencias Exactas, Físicas y Naturales Medalla 20 1962-2004 | Sucesor: Jesús María Sanz Serna   |
| Predecesor: Julio Rey Pastor | Presidente de la Real Sociedad Matemática Española 1961-1963                | Sucesor: Francisco Botella Raduán |

- Datos: Q8193470